# チーム医療 (出版社)
株式会社チーム医療（ちーむいりょう）は、東京都豊島区に本社を置く日本の会社である。社長は梅本和比己。

## 概要
1978年の創立以来４０年以上にわたり、「チーム医療」の体制が当たり前になるような社会を目指し、臨床医学をはじめ心理学や栄養学など、医療従事者に向けセミナーを開催。
また、書籍やDVD等の教材制作・販売、インターネットを利用した通信講座も展開している。
一時期はNLPやBCBファシリテーターに力を入れ有資格者を送り出していた。
２０２３年１２月末までにコロナ禍による経営悪化から事業を廃業することとなった。